# Министерство культуры и спорта Израиля
Министерство культуры и спорта Израиля (ивр. משרד התרבות והספורט‎) — государственное ведомство, созданное в 2009 году в правительстве Биньямина Нетаньяху.
В 2009 году правительство приняло решение разделить министерство науки, культуры и спорта, и создать два независимых министерства: науки и технологии, и культуры и спорта. Возглавляет новое министерство Йехиэль Моше (Хили) Троппер.
В министерстве существует Управление культуры, ответственное за развитие и государственное финансирование кинематографии, театра, музыки и т. д. Управление спорта, занимающееся спортивными вопросами, в том числе финансирование израильских спортсменов на различных международных соревнованиях. Управление древностей, ответственное за археологические раскопки и сохранение исторических мест на территории Государства Израиль.

## Министры культуры и спорта
| Имя             | Партия       | Года                           |
| --------------- | ------------ | ------------------------------ |
| Матан Вильнаи   | Авода        | 5 августа 1999 — 2 ноября 2002 |
| Офир Пинес-Паз  | Авода        | 4 мая 2006 — 1 ноября 2006     |
| Ралеб Маджадла  | Авода        | 29 января 2007 — 31 марта 2009 |
| Лимор Ливнат    | Ликуд        | 6 мая 2009 — 14 мая 2015       |
| Мири Регев      | Ликуд        | 14 мая 2015 — 17 мая 2020      |
| Йехиэль Троппер | Кахоль-лаван | 17 мая 2020 — 29 декабря 2022  |
| Мики Зоар       | Ликуд        | с 29 декабря 2022              |